# Eupithecia columbiata
Eupithecia columbiata es una especie de polilla de la familia Geometridae. La especie fue descrita por primera vez por Harrison Gray Dyar habiendo sido descrita en 1904, con distribución en Estados Unidos y Canadá. El holotipo de la especie fue descrita en Columbia Británica, de ahí su nombre.

## Descripción
Es una polilla de madiano tamaño con una envergadura de hasta 24 milímetros (0,9 plg). Los adultos son de color marrón amarillento opaco con marcas de color marrón grisáceo más oscuro. Los adultos vuelan en primavera, desde mediados de abril hasta mediados de junio en Alberta.
El hábitat se compone de bosques caducifolios y mixtos y bordes de bosques, así como zonas de arbustos. Las larvas se alimentan de las especies Rhamnus purshiana, Betula papyrifera, Quercus garryana, Prunus virginiana, y P. pensylvanica, especies del género Salix, Alnus, Cornus, Philadelphus, Ceanothus, Populus, Amelanchier y Acer. La especie pasa el invierno en estado de pupa.